# 定武帝
明定武帝（1616年—1664年），存在爭議的南明皇帝。顧誠《南明史》等傾向為以訛傳訛之虛構人物，以查繼佐之《罪惟錄》啟其開端。
清朝湖广总督祖泽远曾在给顺治帝的奏章中提及清军曾在茅麓山附近缴获“伪韩王龙札三十二张，伪龙票一十八张，伪敕札一道，伪金印一颗”。

## 本名爭議

### 朱本鉝說

#### 野史记载
野史中多认为定武帝是明朝宗室朱本鉝。據野史記載，朱本鉝是明朝宗室，世袭封为韩王。1646年，李自成部将郝永忠（又名郝摇旗）为联明抗清，推立他为帝，改年号为“定武”，因此朱本鉝被称为定武帝。
朱本鉝的定武小朝廷依靠农民军的支撑，先后活动于湖南、湖北、广西、四川一带，与清兵长期相抗衡，清军很难剿灭这个小朝廷，因此定武小朝廷也是南明中维持较长的一个政权。1663年，农民军进攻四川巫山时被明朝叛将吴三桂擊败，郝永忠被俘杀。次年即定武十九年（1664年，清康熙三年），朱本鉝死。

#### 质疑
1. 郝摇旗是李自成部下，而非查继佐所说的张献忠部下；
2. 郝永忠是隆武帝赐名，查继佐将其说成郝摇旗「本名」；由此可见查氏虽立志著史，但疏于查考。
3. 明朝宗室中，韩王由朱元璋所赐的辈分排行用字为「冲范徵偕旭，融谟朗璟逵，亶韶愉灏慥，令绪价蕃维」，无「本」字。在鲁王宗室辈分排行用字裡有「本」字（肇泰阳当健，观颐寿以弘，振举希兼达，康莊遇本宁），然而属于鲁荒王第十九世孙，而明亡时鲁府排行只延续到「以」字和「弘」字，不可能出现第十九世后人。郝摇旗营中确实曾有几位藩王，一位是「东安王」朱盛蒗（楚藩宗室），一位是「通山王」朱蕴釨（亦为楚藩宗室），另一位是「韩王」朱璟溧（出自韩王宗室，但非明朝册封）。

以柳亚子为代表的另一派南明史学家，则倾向于肯定朱本鉝的存在，但所引资料多来自野史，尤其是全祖望、赵之谦撰写的《张苍水年谱》。

### 朱亶𡺊說
孟森认为定武帝是朱元璋第十九子韩宪王朱松的后裔朱亶𡺊。
但据《中国明朝档案总汇·第84册》中摘录的「崇祯十二年五月二十五日皇帝为戒勉荣王等王事敕谕」中明确开列韩王韶䐾的名封于后，因此明确证明明代最后一代韩王应为朱韶䐾。按明代韩王系命名字派的规范，此韩王韶䐾，应是朱亶𡺊的儿子。因此，朱亶𡺊在崇祯十二年（1639年）前已經去世。

### 朱璟溧說
钱海岳认为定武帝为南明時期襲封韓王的韓藩宗室朱璟溧。